# Moulin de Chambeuil
Le moulin de Chambeuil est un moulin à eau situé sur la commune de Laveissière dans le Cantal.

## Situation
Le moulin de Chambeuil est situé sur la commune de Laveissière, en Haute-Auvergne. Plus précisément, il se trouve en haut du village éponyme, sur la rive droite du ruisseau du même nom, qui se caractérise par la présence de nombreuses cascades.
On y accède depuis le parking à gauche par la route qui va de Chambeuil à la Bastide.

## Description

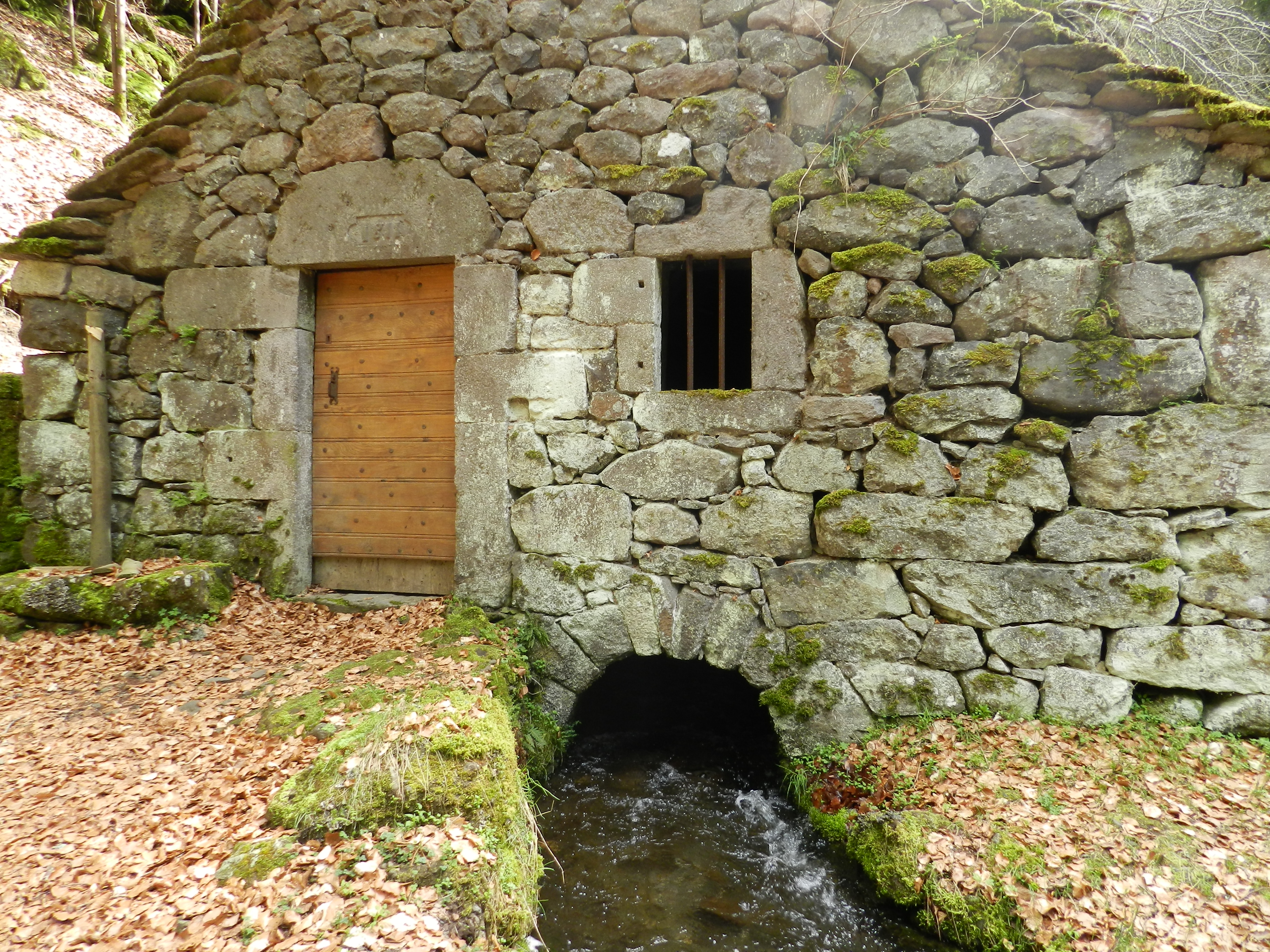
Façade du moulin avec la porte d'entrée, le fenestrou et le canal de dérivation

Le moulin est de petite taille. Extérieurement, il ressemble à un four banal avec ses murs épais en pierre volcanique, sa voûte en pierre, son toit de lauzes et son "fenestrou" (petite fenêtre). 
Le mécanisme est simple. L'eau du ruisseau s'engouffre à l'intérieur du moulin par un canal de dérivation et entraîne la roue qui actionne les meules.

## Histoire
Le moulin date de 1811. Un an après, un deuxième moulin est construit sur le ruisseau, le moulin du Château qui, en effet, se trouve à côté des ruines du château de Chambeuil. Dans ces deux moulins, on travaillait essentiellement le seigle. Ils sont restés en activité jusqu'au premier quart du XXe siècle. Les moulins ont ensuite été laissés à l'abandon avant d'être restauré.

## Visites
Le moulin est ouvert à la visite libre. Il se trouve sur un sentier de 30 minutes démarrant au parking du moulin, remontant le torrent de Chambeuil le long de plusieurs cascades et redescendant au parking.